# Quân khu Đông (Liên bang Nga)
Quân khu Đông (tiếng Nga: Восточный военный округ) là quân khu trấn giữ vùng Viễn Đông của Liên bang Nga. Bộ tư lệnh quân khu đóng tại Khabarovsk. Tư lệnh hiện tại là Trung tướng Andrei Sergeevich Ivanaev.

## Cơ cấu
Dưới quyền chỉ huy của Bộ Tư lệnh Quân khu Đông có các đơn vị lục quân, hải quân và từng có cả Hạm đội Thái Bình Dương. Cuối năm 2023, Hạm đội Thái Bình Dương tách ra, Quân khu Đồng còn bao gồm các đơn vị sau đây.

### Lục quân
- Tập đoàn quân binh chủng hợp thành số 5
- Tập đoàn quân binh chủng hợp thành 29
- Tập đoàn quân binh chủng hợp thành 35
- Tập đoàn quân binh chủng hợp thành 36
- Quân đoàn lục quân 68

### Phòng không - không quân
- Tập đoàn quân phòng không - không quân 11